# Ніклас Гульт
Ніклас Гульт (швед. Niklas Hult, нар. 13 лютого 1990, Врнамо) — шведський футболіст, захисник та півзахисник клубу «Ельфсборг».

## Клубна кар'єра
Народився 13 лютого 1990 року в місті Вернаму. Вихованець футбольної школи клубу «Вернаму» зі свого рідного міста. У 2008 році виступав за першу команду у третьому дивізіоні Швеції.
На початку 2009 року Ніклас перейшов в «Ельфсборг». 1 травня в матчі проти клубу «Броммапойкарна» він дебютував у Аллсвенскан. 26 вересня 2010 року в поєдинку проти «Броммапойкарни» Гульт забив і свій перший гол за «Ельфсборг». 5 липня 2012 року у матчі кваліфікації Ліги Європи проти мальтійської «Флоріани» Гульт зробив хет-трик. У тому ж році він допоміг клубу виграти чемпіонат Швеції. У 2014 році Ніклас став володарем Кубка Швеції.
Влітку 2014 року Гульт перейшов у французьку «Ніццу». Сума трансферу склала 1 млн євро. 9 серпня в матчі проти «Тулузи» він дебютував у Лізі 1. 23 січня 2015 року у поєдинку проти «Марселя» Ніклас забив свій перший гол за «Ніццу».
Влітку 2016 року Гульт підписав трирічний контракт з грецьким клубом «Панатінаїкос». Сума трансферу склала 300 тис. євро. 28 липня в матчі кваліфікації Ліги Європи проти АІКу Ніклас дебютував за нову команду 10 вересня в матчі проти «Левадіакоса» він дебютував у грецькій Суперлізі.
31 січня 2018 року приєднався до АЕКа, в якому провів наступні два з половиною сезони кар'єри, взявши участь у 44 матчах грецької футбольної першості.
28 серпня 2020 року уклав дворічний контракт з клубом другого німецького дивізіону «Ганновер 96».

## Виступи за збірні
2007 року дебютував у складі юнацької збірної Швеції, взяв участь в 11 іграх на юнацькому рівні.
Протягом 2011—2012 років залучався до складу молодіжної збірної Швеції. На молодіжному рівні зіграв у 13 офіційних матчах.
18 січня 2012 року дебютував в офіційних іграх у складі національної збірної Швеції у товариському матчі проти збірної Бахрейну.

## Титули і досягнення
- Чемпіонат Швеції з футболу (1):

«Ельфсборг»: 2012
- Володар Кубка Швеції (1):

«Ельфсборг»: 2013-14
- Чемпіон Греції (1):

АЕК: 2017–18